# 金田英樹
金田 英樹（かなだ ひでき、1982年11月2日 - ）は、日本の政治家。熊本県大津町長（2期）。元大津町議会議員（2期）。

## 来歴
熊本県大津町出身。大津町立大津小学校、大津町立大津中学校、東海大学第二高等学校（現・東海大学付属熊本星翔高等学校）卒業。ロサンゼルスおよびサンディエゴへ7カ月間留学する。
2007年（平成19年）3月、慶應義塾大学経済学部卒業。同年4月、第一生命保険に就職。2012年（平成24年）9月、退職し帰郷。
2013年（平成25年）、大津町議会議員選挙に立候補。最多得票数で初当選した。2014年（平成26年）11月、第9回マニフェスト大賞に応募し、「優秀復興支援・防災対策賞」を受賞した。2017年（平成29年）、再選。
2021年（令和3年）1月31日に行われた大津町長選挙に立候補し、元県職員の大村裕司を破り初当選。選挙時点で熊本県内最年少の首長となった。2月10日、町長就任。
※当日有権者数：27,557人 最終投票率：57.53%（前回比：pts）
| 候補者名 | 年齢 | 所属党派 | 新旧別 | 得票数   | 得票率 | 推薦・支持 |
| -------- | ---- | -------- | ------ | -------- | ------ | ---------- |
| 金田英樹 | 38   | 無所属   | 新     | 10,166票 | 64.46% |            |
| 大村裕司 | 63   | 無所属   | 新     | 5,604票  | 35.54% |            |

## 町政
- 2021年（令和3年）6月14日、LGBTなど性的少数者のカップルが婚姻に相当する関係にあると認める「パートナーシップ宣誓制度」を同年9月に導入する方針を明らかにした[6]。同制度は同年10月1日に導入された[7]。
- 2021年（令和3年）7月30日、大津町は株式会社Another worksと「民間人材との協働による政策の推進に関する連携協定」を締結。同年9月21日、「総合政策」「DX（デジタルトランスフォーメーション）」「マーケティング」「広報」の4分野に、民間人計6人をアドバイザーとして起用し、町の施策づくりに参画してもらう事業を開始した[8][9]。